# Wind Breaker (манґа)
Wind Breaker (стилізовано великими літерами) — японська серія манґи, написана й проілюстрована Сатору Ніі. У січні 2021 року серіалізація почалася на веб-сайті манґи Magazine Pocket Kodansha. Станом на листопад 2023 року окремі розділи серії зібрано в п'ятнадцять томів. Прем'єра аніме-адаптації телевізійного серіалу виробництва CloverWorks запланована на квітень 2024 року.

## Персонажі
Харука Сакура (яп. 桜 遥, Сакура Харука)
Сейю: Утіда Юма
Кьотаро Сугісіта (яп. 杉下 京太郎, Сугісіта Кьотаро)
Сейю: Утіяма Кокі
Хаято Суо (яп. 蘇枋 隼飛, Суо Хаято)
Сейю: Сімадзакі Нобунага
Хаджіме Умемія (яп. 梅宮 一, Умемія Хаджіме)
Сейю: Накамура Юїті
Тома Хіраґі (яп. 柊 登馬, Хіраґі Тома)
Сейю: Сузукі Рьота
Акіхіко Нірей (яп. 楡井 秋彦, Нірей Акіхіко)
Сейю: Тіба Сьоя

## Медіа

### Манґа
Манґа Wind Breaker, написана та ілюстрована Сатору Ніі, почала виходили у онлай-журналі Kodansha Magazine Pocket 13 січня 2021. Станом на листопад 2023 окремі глави манґи було зібрано і видано у 14 танкобон-томах.

#### Список томів
| №  | Японською        | Японською              | Англійською                                | Англійською                                                |
| №  | Дата виходу      | ISBN                   | Дата виходу                                | ISBN                                                       |
| -- | ---------------- | ---------------------- | ------------------------------------------ | ---------------------------------------------------------- |
| 1  | 7 травня 2021    | ISBN 978-4-06-522979-8 | 26 квітня 2022 (циф.) 1 серпня 2023 (др.)  | ISBN 978-1-68-491117-2 (циф.) ISBN 978-1-64-651835-7 (др.) |
| 2  | 9 липня 2021     | ISBN 978-4-06-524015-1 | 24 травня 2022 (циф.) 3 жовтня 2023 (др.)  | ISBN 978-1-68-491183-7 (циф.) ISBN 978-1-64-651836-4 (др.) |
| 3  | 9 вересня 2021   | ISBN 978-4-06-524849-2 | 28 червня 2022 (циф.) 5 грудня 2023 (др.)  | ISBN 978-1-68-491235-3 (циф.) ISBN 978-1-64-651837-1 (др.) |
| 4  | 9 листопада 2021 | ISBN 978-4-06-525995-5 | 12 липня 2022 (циф.) 6 лютого 2024 (др.)   | ISBN 978-1-68-491346-6 (циф.) ISBN 978-1-64-651838-8 (др.) |
| 5  | 7 січня 2022     | ISBN 978-4-06-526596-3 | 9 серпня 2022 (циф.) 9 квітня 2024 (др.)   | ISBN 978-1-68-491392-3 (циф.) ISBN 978-1-64-651839-5 (др.) |
| 6  | 9 березня 2022   | ISBN 978-4-06-527281-7 | 13 вересня 2022 (циф.) 4 червня 2024 (др.) | ISBN 978-1-68-491435-7 (циф.) ISBN 978-1-64-651840-1 (др.) |
| 7  | 9 червня 2022    | ISBN 978-4-06-528174-1 | 22 листопада 2022 (циф.)                   | ISBN 978-1-68-491556-9                                     |
| 8  | 9 серпня 2022    | ISBN 978-4-06-528846-7 | 10 січня 2023 (циф.)                       | ISBN 978-1-68-491640-5                                     |
| 9  | 7 жовтня 2022    | ISBN 978-4-06-529412-3 | 14 березня 2023 (циф.)                     | ISBN 978-1-68-491847-8                                     |
| 10 | 6 січня 2023     | ISBN 978-4-06-530343-6 | 13 червня 2023 (циф.)                      | ISBN 978-1-68-491967-3                                     |
| 11 | 7 квітня 2023    | ISBN 978-4-06-531234-6 | 8 серпня 2023 (циф.)                       | ISBN 979-8-88-933096-7                                     |
| 12 | 8 червня 2023    | ISBN 978-4-06-531879-9 | 20 жовтня 2023 (циф.)                      | ISBN 979-8-88-933189-6                                     |
| 13 | 8 серпня 2023    | ISBN 978-4-06-532670-1 | 9 січня 2024 (циф.)                        | ISBN 979-8-88-933325-8                                     |
| 14 | 9 листопада 2023 | ISBN 978-4-06-533549-9 | —                                          | —                                                          |
| 15 | 9 січня 2024     | ISBN 978-4-06-534179-7 | —                                          | —                                                          |

### Аніме
30 березня 2023 року було анонсовано адаптацію аніме-телесеріалу виробництва CloverWorks. Його режисером буде Тосіфумі Акаї, сценарій напише Хіросі Секо, персонажів розробить Тайсі Кавакамі, а музику створить Рьо Такахасі. Прем'єра серіалу запланована на квітень 2024 року в програмному блоці Super Animeism Turbo на дочірніх підприємствах JNN, включаючи MBS і TBS. Muse Communication ліцензувала серіал у Південно-Східній Азії.

## Сприйняття
Серіал виграв номінацію на премії «Next Manga» у категорії веб-манґа та зайняв 20 місце. На AnimeJapan 2022 серіал посів 9 місце в опитуванні про те, яку манґу люди хочуть бачити анімованою.
До березні 2022 було продано понад половину 1,22 мільйонів примірників серії між цифровою та друкованого версією.